# Angel City
Angel City bestaat uit zangeres Lara McAllen (Guildford, 30 oktober 1983) met steeds wisselende producers, die vanaf 2003 in clubs diverse dance-hits maakte.

## Biografie
De hits van Angel City zijn remakes van oude hits met zang van McAllen.

De single Love me right scoorde in 2003 hoog in de clubs.
De tweede single Touch me uit 2004 is een dance remake van de hit door Cathy Dennis uit 1991.
Do you know (I go crazy) uit begin 2005 is een dance remake van de hit Do you know door 4clubbers vs Michelle Gayle. Het is geschreven door Robert Miles en geproduceerd door Bass Bumpers.

## Discografie

### Singles
| Single met eventuele hitnotering(en) in de Nederlandse Top 40 | Datum van verschijnen | Datum van binnenkomst | Hoogste positie | Aantal weken | Opmerkingen |
| ------------------------------------------------------------- | --------------------- | --------------------- | --------------- | ------------ | ----------- |
| Love me right (Oh Sheila)                                     | 27-10-2003            | 7-2-2004              | tip             |              |             |
| Touch me (All night long)                                     | 6-2004                | 4-9-2004              | 37              | 3            |             |
| Do you know (I go crazy)                                      | 27-9-2004             | 8-1-2005              | tip 6           |              |             |
| Sunrise                                                       | 17-12-2004            | -                     | -               | -            |             |

| Single met hitnotering(en) in de Vlaamse Ultratop 50 | Datum van verschijnen | Datum van binnenkomst | Hoogste positie | Aantal weken | Opmerkingen      |
| ---------------------------------------------------- | --------------------- | --------------------- | --------------- | ------------ | ---------------- |
| Love me right                                        |                       | 27-03-1999            | 27              | 11           |                  |
| Love me right (Oh Sheila)                            |                       | 07-02-2004            | tip2            |              | met Lara McAllen |
| Touch me                                             |                       | 02-10-2004            | tip5            |              | met Lara McAllen |
| Do you know (I go crazy)                             |                       | 12-02-2005            | 36              | 5            |                  |